# Don Majkowski
Donald "Magic Man" Francis Vincent Majkowski (Buffalo, 25 febbraio 1964) è un ex giocatore di football americano statunitense che ha giocato nel ruolo di quarterback nella National Football League (NFL). Fu scelto nel corso del decimo giro (225º assoluto) del Draft NFL 1987 dai Green Bay Packers. Al college giocò a football all'Università della Virginia.

## Carriera professionistica

### Green Bay Packers
Majkowski fu scelto dai Green Bay Packers nel decimo giro del Draft 1987. Nella sua stagione da rookie e nella successiva si divise nel ruolo di quarterback con Randy Wright.
Soprannominato "The Majik Man", Majkowski esplose nella stagione 1989, dopo che fu svincolato Randy Wright e gli fu affidato il ruolo di titolare. Disputò una delle migliori stagioni della storia dei Packers, completando 353 passaggi su 599 tentativi e guidando la NFL con 4.318 yard passate, con 27 touchdown passati. In quella stagione, i Packers vinsero la prima gara contro gli odiati rivali dei Chicago Bears dal 1984. La stagione terminò con un bilancio di 10 vittorie e 6 sconfitte e Majkowski fu convocato per il Pro Bowl.
Il successo di Majkowski ebbe vita breve poiché, nella decima gara della stagione 1990, si infortunò in seguito a un placcaggio falloso di Freddie Joe Nunn, riportando la rottura della cuffia del rotatore. I Packers terminarono la stagione utilizzando le riserve Anthony Dilweg e Blair Kiel. Nel corso della stagione 1991, Majkowski fu messo in panchina e sostituito da Mike Tomczak come titolare, ma lo tornò all'inizio della stagione 1992. Nella gara del 20 settembre 1992 contro i Cincinnati Bengals, Majkowski si ruppe un legamento della caviglia. Venne sostituito da Brett Favre, che terminò la gara al posto suo. Favre sarebbe partito come titolare in ogni singola gara dei Packers fino alla stagione 2007.

### Indianapolis Colts
Majkowski lasciò Green Bay dopo la stagione 1992. Firmò con gli Indianapolis Colts dove giocò come riserva per due stagioni.

### Detroit Lions
Don Majkowski terminò la sua carriera passando le stagioni 1995 e 1996 ai Detroit Lions come riserva di Scott Mitchell. Nella sua ultima stagione, Majkowski incontrò Brett Favre e i Green Bay Packers il 3 novembre 1996 completando 15 passaggi su 32 per 153 yard, 1 TD e nessun intercetto subito, nella sconfitta dei Lions 28-10. L'ultima gara come titolare della carriera di Majkowski fu in una vittoria contro i Seattle Seahawks, in cui completò 18 passaggi su 23 per 157 yard, 1 TD e un intercetto, per un passer rating di 91,5. Quella fu l'ultima vittoria stagionale dei Lions, che persero tutte le successive cinque gare con Mitchell come titolare.

## Palmarès
- Convocazioni al Pro Bowl: 1

1989
- Second-team All-Pro: 1

1989
- Green Bay Packers Hall of Fame

## Statistiche
| Yard passate      | 12.700 |
| Touchdown         | 66     |
| Intercetti subiti | 67     |
| Passer rating     | 72,9   |